# Chloroperla kosarovi
Chloroperla kosarovi is een steenvlieg uit de familie groene steenvliegen (Chloroperlidae). De wetenschappelijke naam van de soort is voor het eerst geldig gepubliceerd in 1969 door Braasch.